# Blastophorum truncatum
Blastophorum truncatum är en svampart som beskrevs av Matsush. 1971. Blastophorum truncatum ingår i släktet Blastophorum, divisionen sporsäcksvampar och riket svampar.   Inga underarter finns listade i Catalogue of Life.